# بنی نکولولو
بنی نکولولو (انگلیسی: Béni Nkololo؛ زادهٔ ۶ نوامبر ۱۹۹۶) بازیکن فوتبال است.